# フロムワン
株式会社フロムワン（From Oneco.,Ltd）は、かつて存在したサッカー、野球、バスケットボールのニュースサイトを運営し、スポーツ施設の事業を行うスポーツ関連企業。創業時は書籍・雑誌を発行する日本の出版社。

## 概要
サッカー日本代表が初出場したフランスW杯が行われた1998年、創業者の小林澄生が高校のサッカー部の後輩である富樫洋一に声をかけ設立。同年11月、富樫を編集長としてイタリアのサッカーを専門に扱う雑誌『CALCIO2002』（カルチョにまるまるに）を創刊。サッカー解説者でもある岩本義弘は創刊メンバーのひとり。
雑誌媒体の他、Webサイト『サッカーキング』は月間3,000万ページビュー。また他競技のWebサイトでは『ベースボールキング』『バスケットボールキング』を運営している他、ニッポン放送と共同で『ニッポン放送ショウアップナイター』の公式サイトも運営している。
元々、サッカー総合情報サイト『サッカーキング』が運営する動画配信チャンネルとして『サッカーキングチャンネル』を運営するなど動画コンテンツの制作、配信に力を入れていたが、2020年10月にはスポーツナビ株式会社との共同制作でBリーグ応援番組『B MY HERO!』の配信を開始。
2023年9月1日、株式会社ミンカブ・ジ・インフォノイドが同社を完全子会社化。11月1日にCWS Brains株式会社を存続会社として合併し、商号を株式会社シーソーゲームに変更したが、2024年10月1日に株式会社ライブドアに吸収合併された。

## 刊行誌
- ワールドサッカーキング（SOCCER KING）
  - 2005年創刊。世界各国の主要サッカーリーグの話題を取り上げている他、サッカー漫画「龍時」を連載。2019年3月号をもって休刊[7]。『Jリーグサッカーキング』、『サッカーゲームキング』と3誌統合し、同年3月15日より月刊誌『SOCCER KING』となる[8]。2020年5月より季刊誌。発売元は朝日新聞出版。2025年3月に紙面上で休刊を発表。
- CALCIO2002
  - 1998年創刊。イタリアのサッカー誌「グェリン・スポルティーボ」と提携。「サッカーゲームキング増刊」として発売されていた。発売元はアスペクト→2009年11月号より朝日新聞出版に変更。
- Champions日本版
  - 2005年創刊。UEFAチャンピオンズリーグオフィシャルマガジン。発売元は朝日新聞出版。
- 浦和レッズマガジン
  - 2006年創刊。浦和レッドダイヤモンズオフィシャルマガジン。2014年6月号までは月刊誌だったが、2014年8月号よりJリーグサッカーキング増刊扱いに。発売元はアスペクト→2010年2月号より朝日新聞出版に変更。
- サムライサッカーキング
  - 2012年創刊。日本代表と海外でプレーする日本人選手を中心に取り上げる。創刊当初は月刊誌だったが、2014年7月号をもって休刊。その後はワールドサッカーキング増刊として不定期刊。発売元は講談社→不定期刊化後は朝日新聞出版に変更。
- totoONE
  - 2001年創刊。totoの予想新聞。販売版だけでなくtoto取り扱い店での無料配布「ミニ版」も発行。2006年7月休刊。ウェブサイトに移行。
- GOAL
  - 清水エスパルスをはじめとした静岡県のサッカーの話題、また日本と世界のサッカー文化を取り上げる。発売元はエスパルス。
- Jリーグサッカーキング
  - 2001年、「SOCCERZ」として創刊。2007年4月号より現誌名に変更。スカパー!と提携しているため、スカパー!契約者はWebサイトから購読申し込みが可能。2019年3月号をもって休刊。発売元はアスペクト→誌名変更とともに朝日新聞出版に変更。
- サッカーゲームキング
  - 2010年創刊、2013年月刊化。サッカーゲーム専門雑誌。2019年3月号をもって休刊。発売元は朝日新聞出版。
- F.C.TOKYO MAGAZINE BR TOKYO（FC東京オフィシャルマガジン）
  - 2014年に市販雜誌として創刊するが、4号（7・8月号）で休刊。以降、啓文堂書店やスタジアム等で限定発売。
- G-magazine（ガンバ大阪オフィシャルマガジン）
- S-PULSE News（清水エスパルスオフィシャルマガジン）
- FC東京、東京ヴェルディのマッチデープログラム。

## 備考

### 関連事業
- サッカージャーナリスト養成講座
- フットボールプラザ（サッカーグッズのインターネット販売）
- キャプテン翼スタジアム（フットサルコート）
- サッカーキングチャンネル（動画メディア）

### マネジメント
- セルジオ越後
- 松原渓[3]
- 南葛シューターズ